# Língua camba
Camba'/ˈkæmbə/, ou Kikamba, é uma língua Banta  falada por 4 milhões de Cambas, principalmente no Quênia, assim como milhares de pessoas em Uganda, Tanzânia, e em outros locais. 

## Dialetos
No Quênia, o Camba é geralmente falado em quatro condados Machakos, Kitui, Makueni e Kwale, com seus dialetos. O dialeto Machakos é considerado a variedade padrão e tem sido usado nas traduções. O outro dialeto importante é Kitui.
Camba tem semelhanças lexicais com outras línguas bantas, como Quicuia Meru, e Embu.
Os Museus Nacionais Suecos da Cultura Mundial mantém gravações de campo da língua Camba feitas pelo etnógrafo sueco Gerhard Lindblom em 1911–12. Lindblom usou cilindros fonográficos para gravar músicas junto com outros meios de documentação por escrito e fotografia. Ele também colecionava objetos, e mais tarde apresentou seu trabalho em The Akamba in British East Africa (1916)

## Escrita
A forma do alfabeto latino para uso pelo Camba não apresenta as letras B, C, D, F, H, J, P, Q, R, X. As vogais podem ser duplas, as vogais I e U podem ter as formas ĩ/î e ũ/û

## Fonologia

### Consoantes
|           |           | Labial | Dental | Alveolar | Palatal | Velar |
| --------- | --------- | ------ | ------ | -------- | ------- | ----- |
| Oclusiva  | Oclusiva  | (b)    |        | t (d)    |         | k (ɡ) |
| Africada  | Africada  |        |        |          | tʃ (dʒ) |       |
| Fricativa | Fricativa | β      | ð      | s (z)    |         |       |
| Nasal     | Nasal     | m      | n̪      | n        |         | ŋ     |
| Lateral   | Lateral   |        |        | l        |         |       |
| Semivogal | labial    |        |        |          | ɥ       | w     |
| Semivogal | central   |        | (ð̞)    | j        | j       |       |

- /tʃ/ ocorre como resultado da palatalização entre /k/ antes de /j/.
- Nas posições pós-nasais, os sons /t, k, s, tʃ/ tornam-se sonoros como [d, ɡ, z, dʒ]. A fricativa sonora /β/ torna-se então uma oclusiva sonora [b] na posição pós-nasal.
- O som semivogal palatal /j/ é tipicamente articulado na frente da boca, de modo que é interdental como [ð̞] ou alvéolo-palatal como [j̟]. Ao preceder uma consoante, no entanto, é sempre ouvido como um deslizamento palatal regular [j].[4]

### Vogais
|              | Anterior | Central | Posterior |
| ------------ | -------- | ------- | --------- |
| Fechada      | i iː     |         | u uː      |
| Meio Fechada | e eː     |         | o oː      |
| Meio Aberta  | ɛ ɛː     |         | ɔ ɔː      |
| Aberta       |          | a aː    |           |

## Amostra de texto
Pai Nosso
9.	Voyaai ta ũũ ĩndĩ: ‘Asa waitũ ũla wĩ ĩtunĩ,
10.	ĩsyĩtwa yaku nĩyĩkumw'e;
11.	ũsumbĩ waku nĩwũke; kwenda kwaku nĩkwĩkwe kũũ nthĩ o tondũ kwĩkawa ĩtunĩ.
12.	Tũnenge kĩla mũthenya lĩu ũtwĩanĩe.
13.	Tũekee mavĩtyo maitũ, o tondũ tũmaekeaa ala matũvĩtĩasya.
14.	Ndũkatũlikye matatwanĩ; ĩndĩ ũtũvonokye kuma kwa Ũla Mũthũku.’

Português
9. Assim, portanto, orai: Pai nosso que estás nos céus, santificado seja o teu nome.
10. Venha o teu reino. Seja feita a tua vontade assim na terra como no céu. O pão nosso de cada dia nos dai hoje.
11. E perdoa-nos as nossas dívidas, assim como nós perdoamos aos nossos devedores.
12. E não nos deixes cair em tentação, mas livra-nos do mal, porque teu é o reino, e o poder, e a glória, para sempre. Amém.